# Võide
Koordinaten: 59° 15′ N, 27° 17′ O
Võide ist ein Dorf (estnisch küla) in der Landgemeinde Alutaguse (bis 2017 Mäetaguse). Es liegt im Kreis Ida-Viru (Ost-Wierland) im Nordosten Estlands.
Das Dorf hat 15 Einwohner (Stand 1. Januar 2011).
Einen Kilometer nordöstlich des Dorfes entspringt der 25 km lange Fluss Mäetaguse (Mäetaguse jõgi). Er ist ein rechter Nebenfluss des Rannapungerja (Rannapungerja jõgi).